# Лев Саркісян
Лев Саркісян (12 жовтня 1996) — вірменський стрибун у воду.
Призер Чемпіонату Європи з водних видів спорту 2018 року.